# Болгарія на зимових Олімпійських іграх 1936
Болгарія уперше брала участь у зимових Олімпійських іграх 1936 складом з 7 спортсменів у 2 видах спорту.
Болгарська естафетна команда посіла 15-те місце на естафеті 4×10 км. Склад команди: Іван Ангелаков, Христо Кочов, Димитр Костов, Рачо Жеков.
Також у складі делегації були такі спортсмени: Борислав Йорданов, Асен Цанков, Боян Димитров.
Керівником делегації був Димитр Ганев.